# Basen Południowoaustralijski
Basen Południowoaustralijski – basen oceaniczny położony pomiędzy Australią i Grzbietem Australijsko-Antarktycznym, od zachodu łączy się z Basenem Zachodnioaustralijskim.
Basen Południowoaustralijski jest, w zależności od klasyfikacji, częścią Oceanu Indyjskiego lub Oceanu Południowego; ta ostatnia wersja jest powszechna w Australii, która rozszerza Ocean Południowy poza równoleżnik 60°, aż do własnego południowego wybrzeża.